# Auburn, Kansas
Auburn là một thành phố thuộc quận Shawnee, tiểu bang Kansas, Hoa Kỳ. Năm 2010, dân số của xã này là 1227 người.

## Dân số
Dân số các năm:
- Năm 2000: 1121 người
- Năm 2010: 1227 người